# 임현빈
임현빈(1976년 ~)은 대한민국의 국악인이다.

## 방송
- 판소리 명창대첩 광대전 5 (2020)

## 음반
- 젊은 산조 7 (2006)
- 새로운 국악의 세계 아우름 소리 (SCMP) (2019)

## 공연
- 로미오와 줄리엣 (2009) - 문로묘 역
- 가인풍류(歌人風流), 소리50년- 정은아 안숙선을 만나다 (2009)
- 클릭 국악속으로 (2013)
- 지음 - 내일의 명인 (2014)
- 지음 - 유파별 산조의 밤 (2015)
- 삼청각 설맞이 특별공연 '진찬' (2016)
- 국립국악원<목요풍류> (2017)
- 대구시립국악단 제188회 정기연주회 (2017)
- 예인열전 - 박종선 (2017)
- 부산국악방송 개국 7주년 기념공연 - <좋아海 사랑海> (2018)
- 정미정 아쟁 리사이틀 - 광주 (2018)
- 전주세계소리축제 - 판소리다섯바탕 수궁가 (2019)
- 유네스코 네트워크 뮤직 페스티벌 - 유네스코가 선택한 우리음악, 우리춤 - 대구 (2021)
- 유네스코 네트워크 뮤직 페스티벌 개막공연 - 대구 (2021)

## 수상
- 동아국악콩쿠르 판소리 일반부 금상 (1995)
- 해남 전국 고수대회 명고부 장원 (1999)
- 제38회 춘향국악대전 판소리 명창부 대상(대통령상) (2011)
- KBS국악대상 '판소리상' (2017)